# Première Division 1917-1918 (Lussemburgo)
La Première Division 1917-1918 è stata la 8ª edizione del massimo campionato lussemburghese di calcio. La stagione è iniziata il 25 agosto 1917 ed è terminata il 23 febbraio 1918. La squadra Fola Esch ha vinto il titolo per la prima volta nella sua storia.

## Formula
2 punti alla vittoria, un punto al pareggio, nessun punto alla sconfitta.
Le 6 squadre partecipanti si affrontano in un girone di andata e ritorno, per un totale di 10 giornate.

L'ultime classificata retrocede direttamente in 2. Division.

## Classifica finale
|                        | Pos. | Squadra               | Pt | G  | V | N | P | GF | GS | DR  |
| ---------------------- | ---- | --------------------- | -- | -- | - | - | - | -- | -- | --- |
| Lussemburgo (bandiera) | 1.   | Fola Esch             | 16 | 10 | 7 | 2 | 1 | 28 | 11 | +17 |
|                        | 2.   | Hollerich Bonnevoie   | 13 | 10 | 6 | 1 | 3 | 34 | 22 | +12 |
|                        | 3.   | Sporting Luxembourg   | 10 | 10 | 4 | 2 | 4 | 19 | 17 | +2  |
|                        | 4.   | Young Boys Diekirch   | 9  | 10 | 4 | 1 | 5 | 25 | 18 | +7  |
|                        | 5.   | Racing Club Luxemburg | 9  | 10 | 4 | 1 | 5 | 20 | 21 | -1  |
|                        | 6.   | Pétange               | 3  | 10 | 1 | 1 | 8 | 10 | 47 | -37 |

Legenda:

      Campione del Lussemburgo 1917-1918

      Retrocessa in 2. Division 1918-1919

### Tabellone
|                       | FOL | HOL | PET  | RAC | SPO | YOU |
| Fola Esch             |     | 4-2 | 5-0  | 5-1 | 4-1 | 0-0 |
| Hollerich Bonnevoie   | 4-1 |     | 7-1  | 2-2 | 2-6 | 4-3 |
| Pétange               | 0-3 | 2-4 |      | 1-3 | 2-2 | 2-0 |
| Racing Club Luxemburg | 1-3 | 2-1 | 7-2  |     | 0-1 | 3-1 |
| Sporting Luxembourg   | 1-1 | 1-4 | 3-0  | 2-0 |     | 2-3 |
| Young Boys Diekirch   | 1-2 | 0-4 | 13-0 | 3-1 | 1-0 |     |